# Festival Internacional de Cine de Santander
El Festival Internacional de Cine de Santander es un festival de cine anual celebrado en el departamento de Santander, Colombia.

## Historia
La primera versión del festival se realizó en el año 2009. A partir de entonces, el FICS se ha consolidado como un importante evento cinematográfico en la región, registrando la participación de invitados como la productora venezolana Gabriela Rodríguez, el director argentino Pablo Trapero, la cineasta colombiana Camila Loboguerrero, el director mexicano Arturo Ripstein y los actores Damián Alcázar, Joaquim de Almeida, Marisa Paredes y Rudy Rodríguez.
El actor colombiano Carlos Muñoz se desempeñó como presidente emérito del festival durante siete años hasta su fallecimiento en 2016. Sergio Cabrera, destacado cineasta colombiano, fue elegido como nuevo director del FICS.
El festival, con actividad en el mes de septiembre en los municipios de Bucaramanga, Piedecuesta, Girón y Floridablanca, exhibe producciones cinematográficas nacionales e internacionales, haciendo énfasis en películas de realizadores santandereanos. Además de la exhibición de películas y las correspondientes competencias, en el festival se lleva a cabo el Semillero de Cineastas, un programa de formación cinematográfica para jóvenes en edad estudiantil.

## Secciones del festival
- Sección oficial iberoamericana
- Colombia en cinta
- Entre luces y sombras
- Semillero de cineastas
- Competencia Iberodocumental
- De la realidad a la ficción
- Galas
- Cortometraje regional
- Cortometraje iberoamericano